# Flugzeugträger B
Flugzeugträger B var det tyska hangarfartyget Graf Zeppelins systerskepp. Bygget av henne påbörjades vid Krupp Germaniawerft i Kiel på hösten 1938 men byggandet avbröts den 19 september 1939. Vid denna tid hade fartyget byggts ända upp till sitt bepansrade däck. Man började skrota fartyget den 28 februari 1940 - en process som tog fyra månader.
Ett möjligt, men icke bekräftat namn för detta fartyg var Peter Strasser.